# Canton de Saint-Genis-Pouilly
Le canton de Saint-Genis-Pouilly est une circonscription électorale française du département de l'Ain créée par le décret du 13 février 2014 et entrant en vigueur lors des élections départementales de 2015.

## Histoire
Un nouveau découpage territorial de l'Ain (département) entre en vigueur à l'occasion des élections départementales de mars 2015, défini par le décret du 13 février 2014, en application des lois du 17 mai 2013 (loi organique 2013-402 et loi 2013-403). Les conseillers départementaux sont, à compter de ces élections, élus au scrutin majoritaire binominal mixte. Les électeurs de chaque canton élisent au Conseil départemental, nouvelle appellation du Conseil général, deux membres de sexe différent, qui se présentent en binôme de candidats. Les conseillers départementaux sont élus pour six ans au scrutin binominal majoritaire à deux tours, l'accès au second tour nécessitant 12,5 % des inscrits au premier tour. En outre la totalité des conseillers départementaux est renouvelée. Ce nouveau mode de scrutin nécessite un redécoupage des cantons dont le nombre est divisé par deux avec arrondi à l'unité impaire supérieure si ce nombre n'est pas entier impair, assorti de conditions de seuils minimaux. Dans l'Ain, le nombre de cantons passe ainsi de 43 à 23.
Le nouveau canton de Saint-Genis-Pouilly est formé de 4 communes de l'ancien canton de Ferney-Voltaire. Le canton est entièrement inclus dans l'arrondissement de Gex. Le bureau centralisateur est situé à Saint-Genis-Pouilly.

## Représentation
| Période élective | Période élective | Mandat | Mandat   | Identité              | Nuance | Nuance | Qualité |
| ---------------- | ---------------- | ------ | -------- | --------------------- | ------ | ------ | --- |
| 2015             | 2021             | 2015   | 2021     | Aurélie Charillon     |        | LR     | Maire de Prévessin-Moëns                                                                                        |
| 2015             | 2021             | 2015   | 2021     | Daniel Raphoz         |        | UDI    | Maire de Ferney-Voltaire Vice-président délégué aux ressources humaines                                         |
| 2021             | 2028             | 2021   | en cours | Aurélie Charillon     |        | LR     | Conseillère sortante                                                                                            |
| 2021             | 2028             | 2021   | en cours | Pierre-Marie Philipps |        | UDI    | Maire-Adjoint de Ferney-Voltaire Président de la commission Economie, Affaires Transfrontalières et Européennes |

### Résultats détaillés

#### Élections de mars 2015
À l'issue du premier tour des élections départementales de 2015, deux binômes sont en ballottage : Aurélie Charillon et Daniel Raphoz (Union de la Droite, 41,8 %) et Hubert Bertrand et Géraldine Sacchi-Hassanein (Union de la Gauche, 23,31 %). Le taux de participation est de 39,67 % (5 173 votants sur 13 041 inscrits) contre 48,99 % au niveau départemental et 50,17 % au niveau national.
À l'issue du second tour, le binôme constitué par Aurélie Charillon et Michel Daniel Raphoz (Union de la Droite) est élu avec 2 962 voix représentant 61,93 % des suffrages exprimés contre 1 821 voix représentant 38,07 % des suffrages exprimés pour le binôme constitué par Géraldine Sacchi-Hassanein et Hubert Bertrand (Union de la Gauche). Le taux de participation est de 38,43 % (5 012 votants sur 13 041 inscrits) contre 49,67 % au niveau départemental.

#### Élections de juin 2021
Le premier tour des élections départementales de 2021 est marqué par un très faible taux de participation (33,26 % au niveau national). Dans le canton de Saint-Genis-Pouilly, ce taux de participation est de 24,9 % (3 574 votants sur 14 354 inscrits) contre 31,48 % au niveau départemental. À l'issue de ce premier tour, deux binômes sont en ballottage : Aurélie Charillon et Pierre-Marie Philipps (Union au centre et à droite, 58,75 %) et Philippe Guinot et Myriam Manni (Union à gauche avec des écologistes, 41,25 %).
Le second tour des élections est marqué une nouvelle fois par une abstention massive équivalente au premier tour. Les taux de participation sont de 34,3 % au niveau national, 31,83 % dans le département et 24,79 % dans le canton de Saint-Genis-Pouilly. Aurélie Charillon et Pierre-Marie Philipps (Union au centre et à droite) sont élus avec 57,91 % des suffrages exprimés (1 966 voix pour 3 560 votants et 14 358 inscrits),.

## Composition
Le nouveau canton de Saint-Genis-Pouilly comprend quatre communes entières.
| Nom                                         | Code Insee | Intercommunalité     | Superficie (km2) | Population (dernière pop. légale) | Densité (hab./km2) | Modifier                                    |
| ------------------------------------------- | ---------- | -------------------- | ---------------- | --------------------------------- | ------------------ | ------------------------------------------- |
| Saint-Genis-Pouilly (bureau centralisateur) | 01354      | CA Pays de Gex Agglo | 9,77             | 14 584 (2022)                     | 1 493              | modifier les données · modifier les données |
| Ferney-Voltaire                             | 01160      | CA Pays de Gex Agglo | 4,78             | 11 530 (2022)                     | 2 412              | modifier les données · modifier les données |
| Ornex                                       | 01281      | CA Pays de Gex Agglo | 5,64             | 4 903 (2022)                      | 869                | modifier les données · modifier les données |
| Prévessin-Moëns                             | 01313      | CA Pays de Gex Agglo | 12,07            | 9 081 (2022)                      | 752                | modifier les données · modifier les données |
| Canton de Saint-Genis-Pouilly               | 0119       |                      | 32,26            | 40 098 (2022)                     | 1 243              | modifier les données                        |

## Démographie
En 2022, le canton comptait 40 098 habitants, en évolution de +18,21 % par rapport à 2016 (Ain : +5,15 %, France hors Mayotte : +2,11 %).
| 2013   | 2018   | 2022   |
| ------ | ------ | ------ |
| 30 707 | 36 031 | 40 098 |